# Rue Jacques-Duchesne
La rue Jacques-Duchesne est une voie du 19e arrondissement de Paris, en France.

## Situation et accès
La rue Jacques-Duchesne est une voie publique située dans le 19e arrondissement de Paris. Elle débute au 192, boulevard Macdonald et se termine au 55, rue Émile-Bollaert.

## Origine du nom

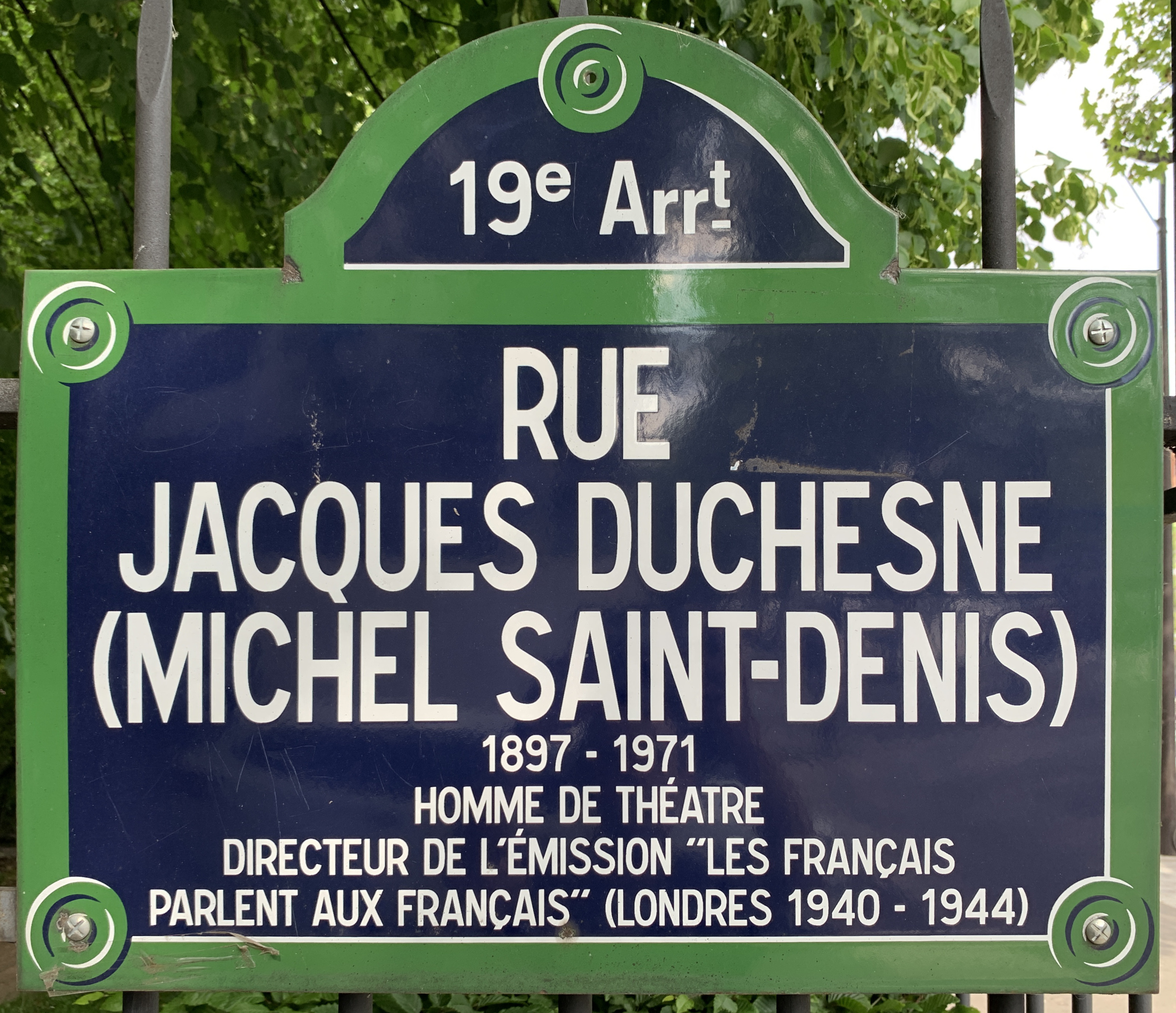
Plaque de la rue.

Elle porte le nom de l'acteur, metteur en scène et directeur de théâtre Michel Jacques de Saint-Denis dit Jacques Duchesne (1897-1971) qui a dirigé l'émission Les Français parlent aux Français à Londres de 1940 à 1944.

## Historique
La voie est créée dans le cadre de l'aménagement du secteur Aubervilliers sous le nom provisoire de « voie DO/19 » et prend sa dénomination actuelle par un arrêté municipal du 19 décembre 1997. 